# Quadro de medalhas dos Jogos Paralímpicos de Verão de 2024
O quadro de medalhas dos Jogos Paralímpicos de Verão de 2024 é uma lista que classifica os Comitês Paralímpicos Nacionais de acordo com o número de medalhas conquistadas nos Jogos de Paris, França, onde foram disputadas um total de 549 finais em 22 esportes, totalizando 1 707 medalhas distribuídas, entre ouro, prata e bronze.

## Atletas Paralímpicos Neutros
Os Atletas Paralímpicos Neutros são os esportistas da Rússia e da Bielorrússia que competem nesta edição, cumprindo uma determinação do Comitê Paralímpico Internacional de setembro de 2023, que autoriza a participação desses paratletas, mas apenas em eventos individuais, sendo ocasionado pela invasão da Ucrânia, iniciada em 24 de fevereiro de 2022. Além disso, os dois comitês cumprem suspensão parcial.
Os competidores desses dois países não podem fazer qualquer menção favorável à guerra, bem como não terão as suas medalhas contabilizadas no quadro. Durante a cerimônia de premiação e com a identificação no sinal internacional, é usada uma bandeira branca com as letras NPA e é executado o hino paralímpico em caso da conquista da medalha de ouro.

## O quadro
O quadro de medalhas está classificado de acordo com o número de medalhas de ouro, estando as medalhas de prata e bronze como critérios de desempate em caso de países com o mesmo número de ouros.
Há esportes em que dois atletas recebem medalhas de bronze, sendo eles o Judô, Taekwondo e o Tênis de Mesa. Houve  apenas dois casos em que dois atletas tiveram que dividir a mesma medalha fora dos esportes citados, sendo eles a Natação Paralímpica, quando o brasileiro Wendell Belarmino dividiu a medalha de prata com o chinês Dongdong Hua por terem feito o mesmo tempo na categoria 50m livre S11, destinado a atletas com deficiência visual  e duas medalhas de bronze foram concedidas pelo empate em terceiro lugar no Salto em Altura Masculino - T64.
     País sede destacado
| Ordem | País                               | Medalha de ouro | Medalha de prata | Medalha de bronze |       | Ordem por total |
| ----- | ---------------------------------- | --------------- | ---------------- | ----------------- | ----- | --------------- |
| 1     | CHN China                          | 94              | 76               | 50                | 220   | 1               |
| 2     | GBR Grã-Bretanha                   | 49              | 44               | 31                | 124   | 2               |
| 3     | USA Estados Unidos                 | 36              | 42               | 27                | 105   | 3               |
| 4     | NED Países Baixos                  | 27              | 17               | 12                | 56    | 9               |
| –     | NPA Atletas Paralímpicos Neutros   | 26              | 22               | 23                | 71    | –               |
| 5     | BRA Brasil                         | 25              | 26               | 38                | 89    | 4               |
| 6     | ITA Itália                         | 24              | 15               | 32                | 71    | 7               |
| 7     | UKR Ucrânia                        | 22              | 28               | 32                | 82    | 5               |
| 8     | FRA França                         | 19              | 28               | 28                | 75    | 6               |
| 9     | AUS Austrália                      | 18              | 17               | 28                | 63    | 8               |
| 10    | JPN Japão                          | 14              | 10               | 17                | 41    | 11              |
| 11    | GER Alemanha                       | 10              | 14               | 25                | 49    | 10              |
| 12    | CAN Canadá                         | 10              | 9                | 10                | 29    | 15              |
| 13    | UZB Uzbequistão                    | 10              | 9                | 7                 | 26    | 19              |
| 14    | IRI Irã                            | 8               | 10               | 7                 | 25    | 20              |
| 15    | SUI Suíça                          | 8               | 8                | 5                 | 21    | 22              |
| 16    | POL Polônia                        | 8               | 6                | 9                 | 23    | 21              |
| 17    | ESP Espanha                        | 7               | 11               | 22                | 40    | 12              |
| 18    | IND Índia                          | 7               | 9                | 13                | 29    | 15              |
| 19    | COL Colômbia                       | 7               | 7                | 14                | 28    | 17              |
| 20    | BEL Bélgica                        | 7               | 4                | 3                 | 14    | 26              |
| 21    | THA Tailândia                      | 6               | 11               | 13                | 30    | 13              |
| 22    | KOR Coreia do Sul                  | 6               | 10               | 14                | 30    | 13              |
| 23    | TUR Turquia                        | 6               | 10               | 12                | 28    | 17              |
| 24    | CUB Cuba                           | 6               | 3                | 1                 | 10    | 33              |
| 25    | ALG Argélia                        | 6               |                  | 5                 | 11    | 30              |
| 26    | HUN Hungria                        | 5               | 6                | 4                 | 15    | 24              |
| 27    | TUN Tunísia                        | 5               | 3                | 3                 | 11    | 30              |
| 28    | AZE Azerbaijão                     | 4               | 2                | 5                 | 11    | 30              |
| 29    | ISR Israel                         | 4               | 2                | 4                 | 10    | 33              |
| 30    | MEX México                         | 3               | 6                | 8                 | 17    | 23              |
| 31    | MAR Marrocos                       | 3               | 6                | 6                 | 15    | 24              |
| 32    | HKG Hong Kong                      | 3               | 4                | 1                 | 8     | 39              |
| 33    | GRE Grécia                         | 3               | 3                | 7                 | 13    | 28              |
| 34    | VEN Venezuela                      | 3               | 2                | 1                 | 6     | 45              |
| 35    | SVK Eslováquia                     | 3               | 2                |                   | 5     | 50              |
| 36    | LAT Letônia                        | 3               | 1                |                   | 4     | 54              |
| 37    | ARG Argentina                      | 2               | 3                | 8                 | 13    | 28              |
| 38    | DEN Dinamarca                      | 2               | 3                | 5                 | 10    | 33              |
| 39    | KAZ Cazaquistão                    | 2               | 3                | 4                 | 9     | 36              |
| 40    | NGR Nigéria                        | 2               | 3                | 2                 | 7     | 41              |
| 41    | EGY Egito                          | 2               | 2                | 3                 | 7     | 41              |
| 42    | MAS Malásia                        | 2               | 2                | 1                 | 5     | 50              |
| 43    | POR Portugal                       | 2               | 1                | 4                 | 7     | 41              |
| 44    | ETH Etiópia                        | 2               | 1                |                   | 3     | 60              |
| 44    | SIN Singapura                      | 2               | 1                |                   | 3     | 60              |
| 46    | RSA África do Sul                  | 2               |                  | 4                 | 6     | 45              |
| 47    | ECU Equador                        | 2               |                  | 2                 | 4     | 54              |
| 48    | JOR Jordânia                       | 2               |                  | 1                 | 3     | 60              |
| 40    | CRC Costa Rica                     | 2               |                  |                   | 2     | 64              |
| 50    | INA Indonésia                      | 1               | 8                | 5                 | 14    | 26              |
| 51    | GEO Geórgia                        | 1               | 4                | 4                 | 9     | 36              |
| 51    | NZL Nova Zelândia                  | 1               | 4                | 4                 | 9     | 36              |
| 53    | CZE Chéquia                        | 1               | 4                | 3                 | 8     | 39              |
| 54    | NOR Noruega                        | 1               | 3                | 3                 | 7     | 41              |
| 55    | IRL Irlanda                        | 1               | 3                | 2                 | 6     | 45              |
| 55    | SRB Sérvia                         | 1               | 3                | 2                 | 6     | 45              |
| 57    | MGL Mongólia                       | 1               | 3                |                   | 4     | 54              |
| 58    | IRQ Iraque                         | 1               | 1                | 3                 | 5     | 50              |
| 59    | CRO Croácia                        | 1               | 1                | 2                 | 4     | 54              |
| 60    | CHI Chile                          | 1               |                  | 4                 | 5     | 50              |
| 61    | KUW Kuwait                         | 1               |                  | 1                 | 2     | 64              |
| 61    | NAM Namíbia                        | 1               |                  | 1                 | 2     | 64              |
| 61    | ROU Romênia                        | 1               |                  | 1                 | 2     | 64              |
| 61    | SLO Eslovênia                      | 1               |                  | 1                 | 2     | 64              |
| 65    | BUL Bulgária                       | 1               |                  |                   | 1     | 73              |
| 65    | KSA Arábia Saudita                 | 1               |                  |                   | 1     | 73              |
| 65    | PER Peru                           | 1               |                  |                   | 1     | 73              |
| 68    | TPE Taipé Chinês                   |                 | 3                | 2                 | 5     | 50              |
| 69    | AUT Áustria                        |                 | 3                | 1                 | 4     | 54              |
| 70    | BIH Bósnia e Herzegovina           |                 | 2                |                   | 2     | 64              |
| 71    | FIN Finlândia                      |                 | 1                | 3                 | 4     | 54              |
| 72    | SWE Suécia                         |                 | 1                | 2                 | 3     | 60              |
| 73    | CYP Chipre                         |                 | 1                | 1                 | 2     | 64              |
| 73    | MDA Moldávia                       |                 | 1                | 1                 | 2     | 64              |
| 75    | KEN Quênia                         |                 | 1                |                   | 1     | 73              |
| 75    | SRI Sri Lanka                      |                 | 1                |                   | 1     | 73              |
| 75    | TTO Trinidad e Tobago              |                 | 1                |                   | 1     | 73              |
| 78    | RPT Time Paralímpico de Refugiados |                 |                  | 2                 | 2     | 64              |
| 79    | LTU Lituânia                       |                 |                  | 1                 | 1     | 73              |
| 79    | LUX Luxemburgo                     |                 |                  | 1                 | 1     | 73              |
| 79    | MNE Montenegro                     |                 |                  | 1                 | 1     | 73              |
| 79    | MRI Maurício                       |                 |                  | 1                 | 1     | 73              |
| 79    | NEP Nepal                          |                 |                  | 1                 | 1     | 73              |
| 79    | PAK Paquistão                      |                 |                  | 1                 | 1     | 73              |
| 79    | VIE Vietnã                         |                 |                  | 1                 | 1     | 73              |
| TOTAL | TOTAL                              | 549             | 551              | 607               | 1 707 | —               |